# Línea SE781 (EMT Madrid)
El Servicio Especial (S.E.) codificado como SE781 de la EMT de Madrid era una línea que conectaba las estaciones de Atocha y Nuevos Ministerios durante las obras de renovación del túnel de Recoletos (líneas C-1, C-2, C-7, C-8 y C-10 de Cercanías Madrid) entre el 24 de julio y el 31 de agosto de 2021.

## Características
Esta línea empezó a prestar servicio el 24 de julio de 2021 supliendo el servicio del túnel de Recoletos, cerrado por obras. Era gratuita para los usuarios, pues se trata de un servicio especial consensuado entre Cercanías y la EMT.
Solo efectuaba una parada intermedia por sentido en las inmediaciones de la estación de Recoletos.

### Frecuencias
| de lunes a viernes laborables |           |
| de 5:00 a 7:00                | 4-13 min  |
| de 7:00 a 21:00               | 4-7 min   |
| de 21:00 a 24:00              | 6-10 min  |
| de 23:00 a 1:50               | 7-15 min  |
| sábados, domingos y festivos  |           |
| de 5:00 a 23:00               | 9-10 min  |
| de 23:00 a 24:00              | 10-15 min |

## Recorrido y paradas

### Sentido Nuevos Ministerios
| Estación sustituida | Código | Dirección                                       | Común con             | Conexiones con Metro y Cercanías | Otros |
| ------------------- | ------ | ----------------------------------------------- | --------------------- | -------------------------------- | ----- |
| Atocha              | 5853   | Av. Ciudad de Barcelona-Pza. Emperador Carlos V |                       | Atocha / Atocha Renfe            |       |
| Recoletos           | 65     | Paseo de Recoletos, 22 (Biblioteca Nacional)    | 5 14 27 45 53 150 C03 |                                  |       |
| Nuevos Ministerios  | 5613   | Paseo de la Castellana, 67                      |                       | Nuevos Ministerios               |       |

### Sentido Estación de Atocha
| Estación sustituida | Código | Dirección                                       | Común con         | Conexiones con Metro y Cercanías | Otros |
| ------------------- | ------ | ----------------------------------------------- | ----------------- | -------------------------------- | ----- |
| Nuevos Ministerios  | 5613   | Paseo de la Castellana, 67                      |                   | Nuevos Ministerios               |       |
| Recoletos           | 5626   | Paseo de Recoletos, 37 (calzada central)        | 5 14 27 45 53 150 |                                  |       |
| Atocha              | 5853   | Av. Ciudad de Barcelona-Pza. Emperador Carlos V |                   | Atocha / Atocha Renfe            |       |